# Лох (Саратовская область)
Лох — село в Новобурасском районе Саратовской области. Входит в Новобурасское муниципальное образование.

## Население
| 2002 | 2010 |
| ---- | ---- |
| 746  | ↘683 |

### Известные жители
В селе родился и провёл большую часть жизни Герой Советского Союза (посмертно) Загороднев Василий Иванович, сражавшийся на Северо-Кавказском и 1-м Белорусском фронтах. В школьном музее села собрана экспозиция, посвящённая жизни героя.

## Название
Существует несколько мнений об этимологии названия села: название связывают с мужской особью форели, кустарником, вариантом слова «лог», мельниками-колонистами и немецким словом «das Loch», что в переводе означает «отверстие». Доктор исторических наук В. В. Кондрашин в своей статье «История села Лох» высказывает три предположения: «Природные особенности местоположения села навели первопоселенцев на мысль о названии. Они могли назвать село „Лохом“ поскольку оно располагалось в лощине-логу, а также из-за большого количества мелколистного вяза — Лоха, растущего у подножий холмов, окружавших село. Не исключено также, что село назвали Лохом из-за водившейся в сельской речке довольно крупных размеров форели, называвшейся по-местному „Лошок“».
Интересна история названия села ещё и тем, что за три столетия оно имело несколько названий. Об этом рассказывают жители, информация встречается и в научной литературе (зафиксировано на картах села): Лог — Архангельское — Лох. Историк В. В. Кондрашин пишет: «В досоветский период село имело ещё одно название — Архангельское, в честь построенной там в 1752 году церкви во имя Архангела Михаила». Это же подмечает и Н. М. Малов в статье «Разбойничьи притоны фольклорного героя Кудеяра в Саратовском крае: историко-археологический этюд», ссылаясь на заметки А. Н. Минха: «В 1852 году здесь построена маленькая деревянная церковь во имя Архангела Михаила, почему село зовется также Архангельским».

## География
Село расположено в 96 километрах севернее Саратова и 17 километрах западнее Новых Бурас. Расстояние до ближайшей железнодорожной станции Приволжской региональной железной дороги Карабулак — 45 километров. Через село протекает речка Соколка.
В районе села находятся образованные ледниками примерно 40 тыс. лет назад глубокие впадины (кресловины). Расположенная на северной окраине Лоха Кудеярова гора с пещерой является памятником природы областного значения. Между Кудеяровой и Маруновой горами бьет Симов родник. 

## История

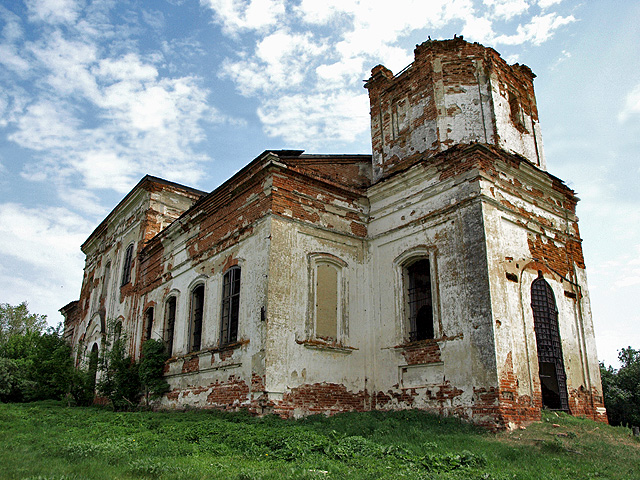
Церковь во имя Архистратига Михаила

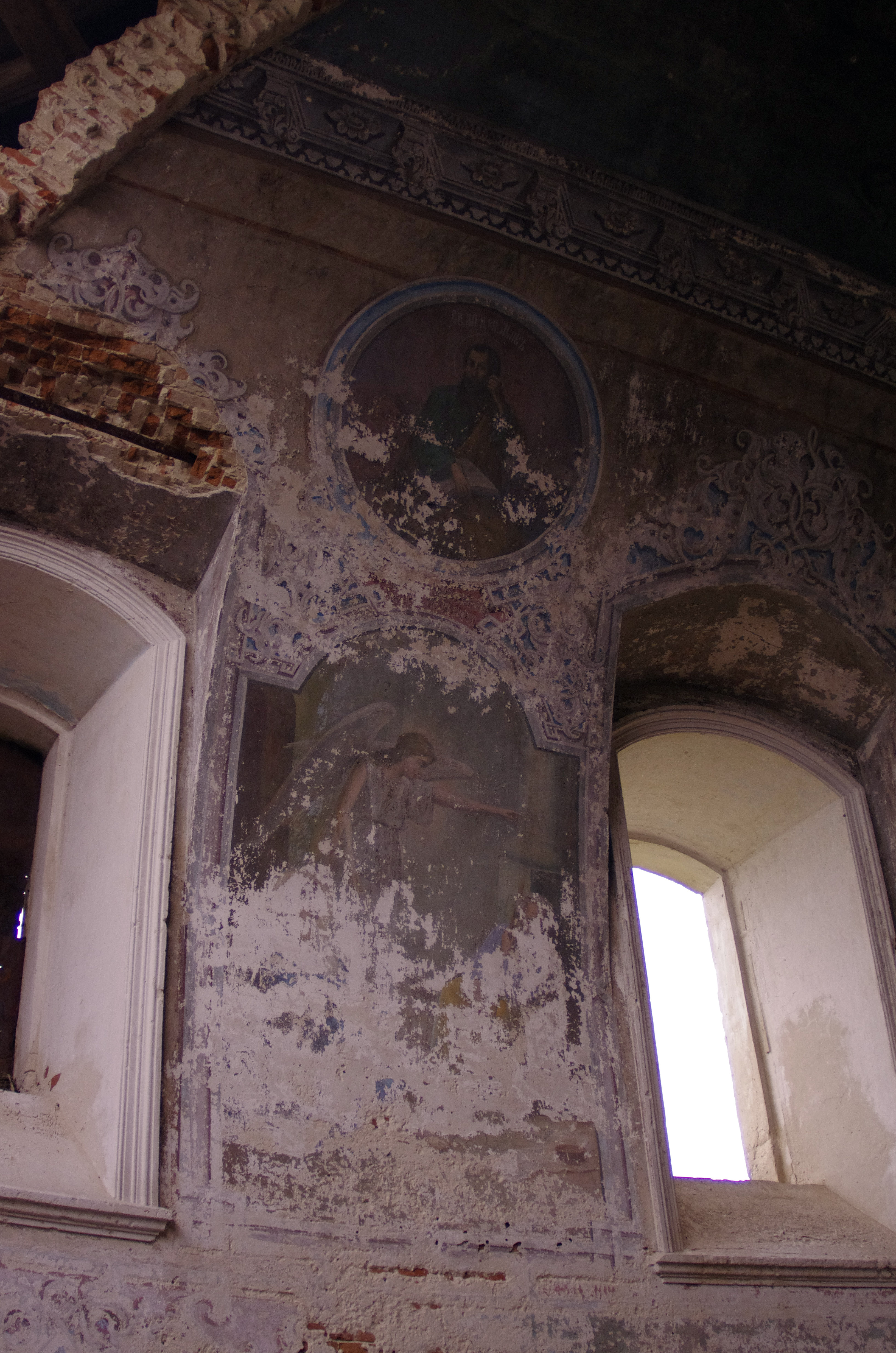
Фрагмент росписи в храме Архистратига Михаила, с. Лох, Саратовская область, август 2013 года

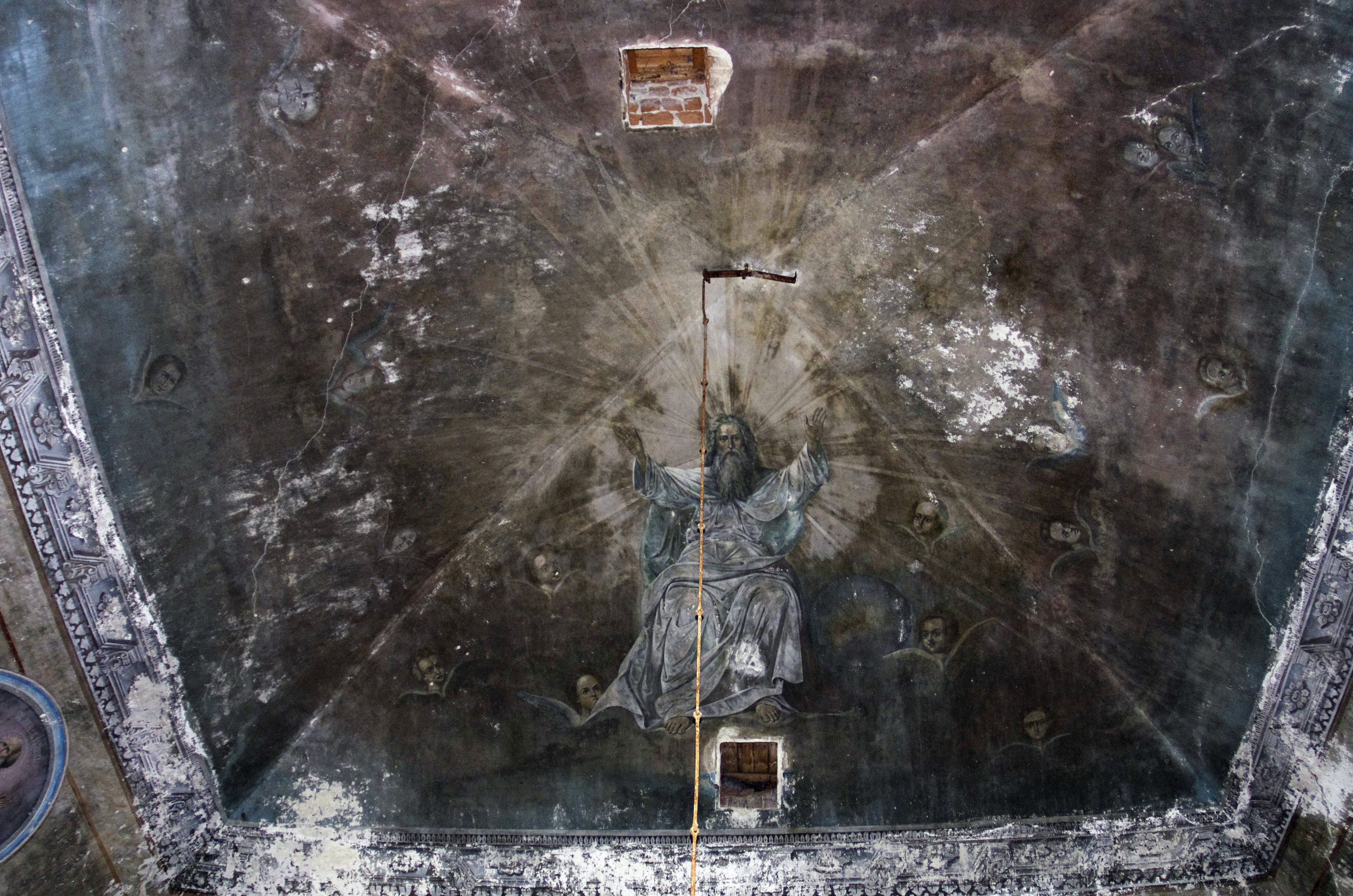
Свод храма Архистратига Михаила, с. Лох, Саратовская область, август 2013 года

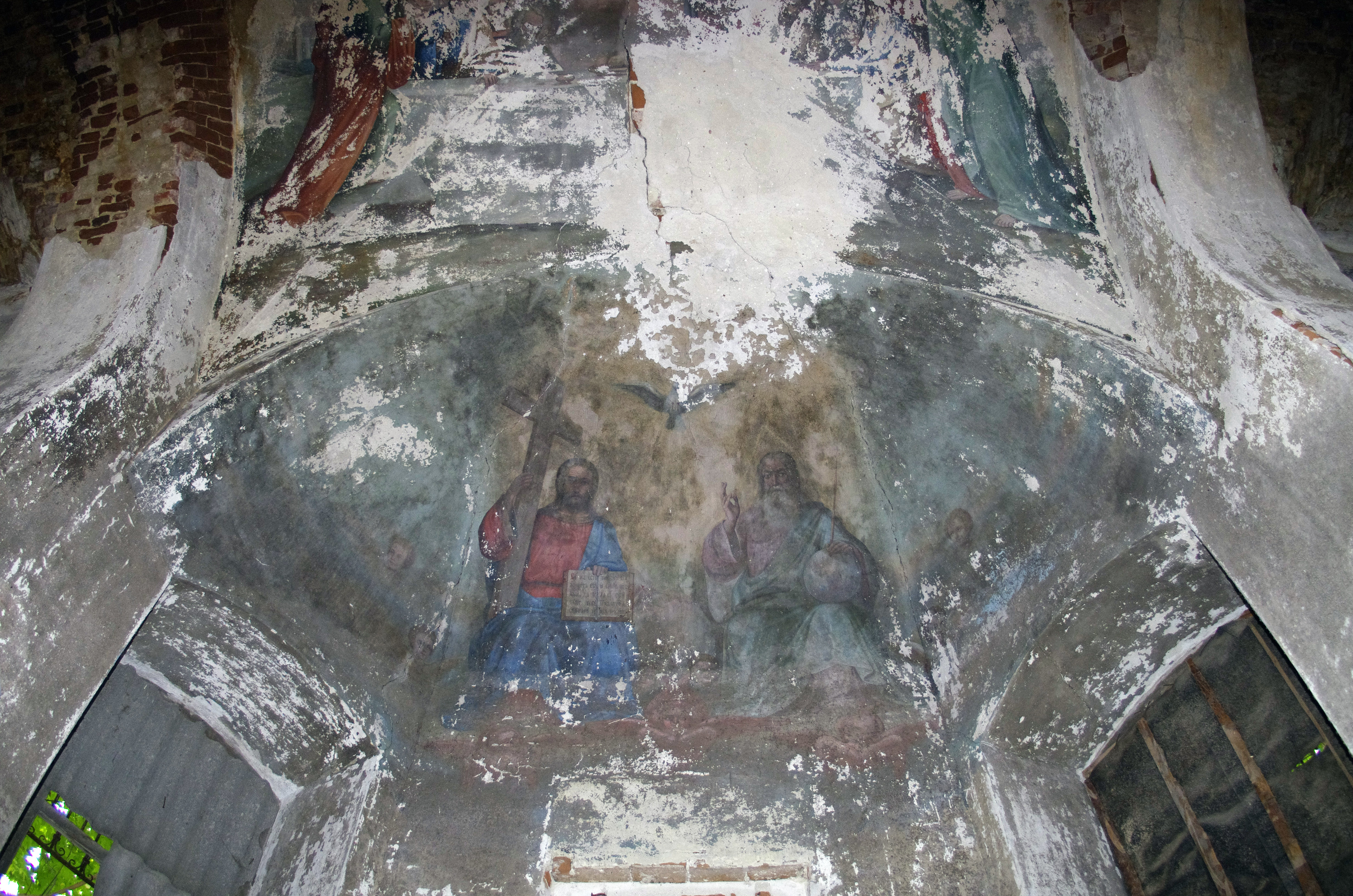
Фрагмент росписи в храме Архистратига Михаила, с. Лох, Саратовская область, август 2013 года

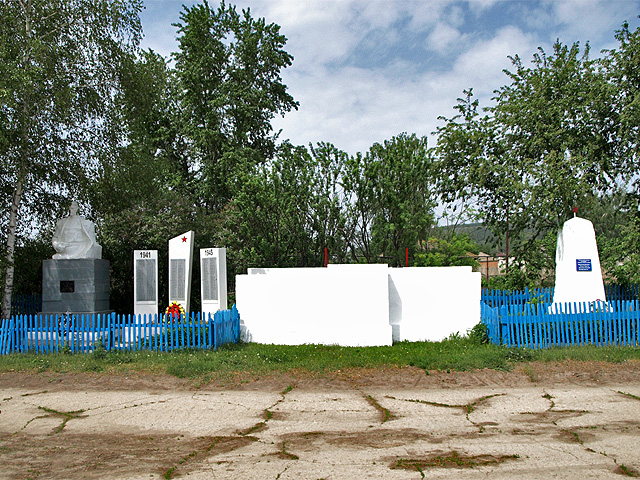
Мемориал

### Российская империя
Сторожевая слобода Лох была основана у одноимённой речки в 1698 году. Она являлась частью системы укреплённых сооружений, заселённых пахотными солдатами, защищавших юго-восточные границы русского государства от разбойничьих набегов.
В составе Астраханской губернии в XVIII веке село входило в Петровский уезд. После образования Саратовской губернии было приписано к Саратовскому уезду, став центром Лоховской волости.
На начало XX века пришёлся пик процветания села. До 1917 года в селе работали семь мельниц, кирпичный и поташные заводы, базар, сельская расправа, волостное правление. В 1872 году были построены православный храм и церковно-приходская школа на 60 учащихся, в 1891 и 1906 годах были открыты ещё две земские школы. К лоховскому приходу также была приписана начальная школа в волостной деревне Ненарокомовке. По данным переписи населения 1911 года в селе проживали 5890 человек, из которых 39 — посторонние. Национальность и вероисповедание — русские, православные.

### Советский период
Революционная активность среди жителей с. Лох наблюдалась уже в годы аграрных реформ начала XX века. Советская власть в селе установилась в марте 1917 года. После Октябрьской революции в селе начали образовываться трудовые товарищества, многие лоховчане пополнили ряды Красной Армии.
27 апреля 1918 года в селе вспыхнул кулацкий мятеж, на подавление которого из Саратова был прислан отряд красногвардейцев, с небольшими потерями подавивших восстание к 5 мая. Несмотря на лояльность к новой власти большинства жителей, деятельность начавших работу продотрядов вызвала многочисленные протесты, уклонения и случаи дезертирства как в селе Лох, так и в других сёлах района, давших большое количество добровольцев Красной Армии. В период продразвёрстки в селе начался голод. В 1929 году в селе под председательством М. В. Кузнецова начал свою работу один из первых колхозов образованного годом ранее Новобурасского района, получивший название «Красная Звезда». Церковь в селе действовала до 1936 года. В годы Великой Отечественной войны более тысячи лоховчан ушли на фронт. Голод, коллективизация, войны и плохая связь с ближайшими крупными населёнными пунктами сократили население села более чем в 6 раз. Первая асфальтированная дорога в село от районного центра была проведена лишь в начале 1980-х годов.
В настоящее время село является административным центром Лоховского муниципального образования. Функционируют детский сад, построенная в 1980 году двухэтажная средняя общеобразовательная школа, при которой в 1985 году был организован краеведческий и военный музей.

### Современность
Во второй половине 2010-х — начале 2020-х годов в селе стали восстанавливать исторические постройки и предпринимать усилия для привлечения туристов.
В 2021 году село посетило 22 тыс. туристов.

## Достопримечательности
В центре села располагается военный мемориальный комплекс, который составляют установленные в 1967 году памятник прославленному уроженцу села В. И. Загородневу и обелиск в честь борцов за советскую власть. В 1995 году к 50-летию победы в Великой Отечественной войне был открыт завершивший композицию памятник с мемориальными досками в честь жителей села, погибших на полях сражений с 1941 по 1945 годы.
Возвышающаяся на холме напротив мемориала каменная однопрестольная церковь во имя Архистратига Михаила была освящена в 1872 году. До революции число прихожан достигало 6000 верующих, в штате причта состояли два священника, дьякон и два псаломщика. В годы советской власти в здании закрытой церкви был размещён колхозный склад зерна.
В 1950-е годы были сняты купола, планировалось снести колокольню, однако гусеничному трактору удалось сорвать только верхнюю часть звонницы.
Здание храма, в котором частично сохранилась роспись на потолках и стенах, требует неотложных восстановительных работ. В 2016 году волонтёры из разных уголков России приступили к реставрации храма.

### Сад неправильных скульптур
В 2017 году в селе Лох появился «Сад неправильных скульптур», созданный местным жителем.

## Мероприятия
В 2017 году впервые стал проводиться фестиваль «День семьи, любви и верности». Фестиваль стал ежегодным.
5 августа 2023 прошёл фестиваль «Новоселье». Идея фестиваля «Новоселье» возникла у местных жителей в феврале 2023 года в ходе проектного семинара «Школа проектов». В рамках курса по созданию и продвижению проектов студенты предложили идею мероприятия, которое объединило бы местных подростков и их сверстников из окрестных деревень, а также привлекло в село туристов.

## Климат
| Показатель                    | Янв. | Фев. | Март | Апр. | Май | Июнь | Июль | Авг. | Сен. | Окт. | Нояб. | Дек. |
| ----------------------------- | ---- | ---- | ---- | ---- | --- | ---- | ---- | ---- | ---- | ---- | ----- | ---- |
| Средний суточный максимум, °C | −7   | −6   | 1    | 12   | 21  | 24   | 27   | 26   | 18   | 9    | 2     | −3   |
| Средний суточный минимум, °C  | −12  | −12  | −6   | 1    | 8   | 11   | 14   | 13   | 8    | 1    | −3    | −8   |